# Giovanni de Ventura
Giovanni de Ventura (fl. 1479) fue un médico de la peste negra italiano, que ejerció su profesión en la ciudad italiana de Pavía a partir de 1479. Ventura era un médico cualificado, dado que poseía un título universitario en Medicina.

## Labor profesional

### Contrato de 1479
Cuando Ventura negoció un lucrativo contrato como médico especialista municipal con la ciudad de Pavía, para tratar a los pacientes de peste bubónica, acababa de terminar su formación universitaria y deseaba abrirse camino en la profesión de médico. Su contrato constaba de 16 cláusulas, que estipulaban las condiciones en las que desarrollaría su labor. Respecto a su salario, se fijó en 30 florines al mes, una cantidad elevada para la época, de lo que resulta un total de 360 florines al año; el trabajador cualificado promedio ganaba unos 60 florines al año en la Italia del siglo XV.
Asimismo, en virtud de su contrato, se le otorgó una casa completamente amueblada y dinero para cubrir sus costes de vida, así como una indemnización por despido que se haría efectiva cuando su contrato terminara. Dicha indemnización consistía en el pago por adelantado de dos meses de su salario. Por tanto, Ventura tenía prohibido cobrar por sus servicios a sus pacientes a título individual, ya que la ciudad pagaba su sueldo del erario público. No obstante, podía aceptar regalos de cualquier clase de sus pacientes si estos se los ofrecían como recompensa a su buen hacer.
Sin embargo, el beneficio más importante que le concedía su contrato era el derecho a la ciudadanía de Pavía, lo que le permitiría trabajar fácilmente como médico en la urbe una vez que el contrato municipal tocara a su fin (Ventura se había mudado a la ciudad desde el campo y, en un principio, no era ciudadano de Pavía). Por añadidura, estaba obligado a visitar a sus pacientes todas las veces al día que fuera necesario, acompañado de un escolta designado por la propia ciudad para evitar que contagiara a personas sanas entre visita y visita. Tampoco podía atender a enfermos que hubiesen contraído otras enfermedades, solo a aquellos aquejados de peste bubónica. Esto último estaba recogido en la decimosexta cláusula de su contrato:

Mastro Giovanni carece de autorización para desplazarse por la ciudad para atender pacientes, a menos que un hombre específicamente designado por la comunidad le acompañe.

### Ética profesional
Al igual que cualquier médico profesional de la época, Ventura estaba obligado a seguir un código de conducta profesional y a vestir el atuendo propio de los médicos en acto de servicio. Tenía que demostrar buenos modales, ser cauto pero sin caer en la cobardía y abstenerse de practicar falsas curas, a la par que hacer gala de un comportamiento compasivo, casto, sobrio y piadoso. También debía trabajar en equipo con sus colegas de profesión y dispensarles un trato amable. De conformidad con otra de las cláusulas de su contrato, había de demostrar sabiduría y profesionalidad a la hora de realizar un pronóstico, además de facilitar respuestas honestas y directas a cualquier pregunta que le plantearan. Por añadidura, le estaba prohibido proferir juramentos, insultos y cualquier clase de palabras obscenas al hablar. Esta cortesía en el trato se extendía a aquellas ocasiones en las que fuera invitado a un banquete por el alcalde y tuviera que conversar con sus huéspedes; de Ventura se esperaba que fuera un hombre de pocas palabras. En lo tocante a sus pacientes, había de tratarlos con dignidad y respeto, en especial a las mujeres. Su contrato también recogía la prohibición de charlar de manera intrascendente con el ama de llaves de su casa, su hija o las criadas de la casa.

## Familia
El historiador Carlo M. Cipolla afirma que Ventura no tenía familia propia. Aunque no hay registros que demuestren lo contrario y viceversa, Cipolla cree que no estaba casado ni tenía hijos. Esta hipótesis se basa en la cláusula 4 de su contrato de 1479, que no parece indicar que tuviera una casa o una familia antes de ponerse al servicio de la ciudad de Pavía. A pesar de ello, la cláusula 8 contiene indicios de que sus padres quizá estaban aún vivos cuando fue contratado: esta cláusula establecía que Ventura debía recibir un pago por adelantado, y que en caso de morir este antes de terminar su contrato, no se podría obligar a sus herederos a devolver el sueldo ya pagado, ni parcialmente ni en su totalidad.